# Синезий Киренский

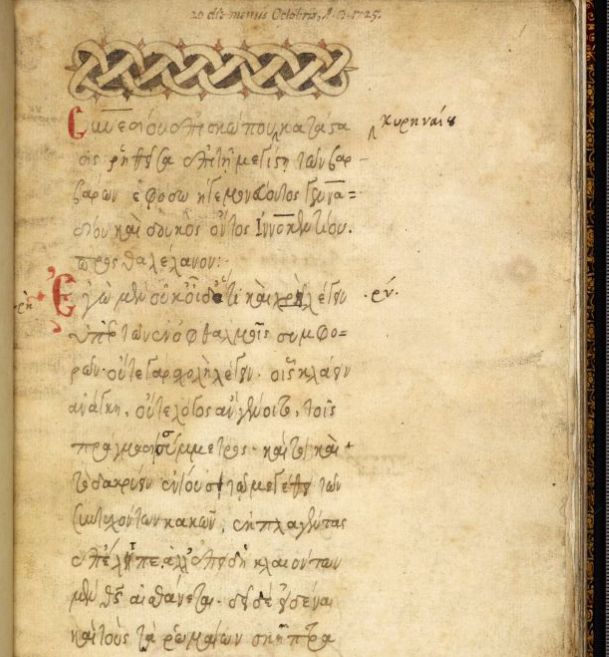
Синезий Киренский «Κατάστασις, ῥηθεῖσα ἐπὶ τῇ μεγίστῃ τῶν βαρβάρων ἐφόδῳ, ἡγεμονεύοντος Γενναδίου, καὶ Δουκὸς ὄντος Ἰννοκεντίου». Манускрипт второй половины XVI века. Британская библиотека.

Сине́зий (правильнее Синесий, др.-греч. Συνέσιος; 370/375, Кирена — 413/414, Александрия) — христианский богослов, философ-неоплатоник, представитель Александрийской школы неоплатонизма, ученик Гипатии; епископ Птолемаидский.

## Биография
Синезий, будучи греком знатного происхождения, гордился своими знатными предками и возводил свой род к Гераклу. В 393—397 годах вместе со своим братом Евпотием учился в Александрии у знаменитой Гипатии, в то время схоларха Александрийской школы (годы пребывания Синезия в Александрии были годами расцвета деятельности Гипатии).
Синезий был, по-видимому, энергичным общественным деятелем. Вернувшись на родину, в 397 г. был избран главой посольства в Константинополь к императору Аркадию с миссией о снижении налогов в Кирене и о защите её от кочевых племен. Три беспокойных года (397—400), проведенные в Константинополе, Синезий использовал для литературных занятий (в числе прочего составил известное обращение к императору, «О царской власти», содержащее советы о том чем должен заниматься мудрый правитель, и смелое заявление, что главной задачей императора должна являться война с коррупцией).
В 402 г. Синезий побывал в Афинах, но уехал оттуда разочарованным, не найдя учителей, у которых мог бы учиться. К этому времени популярность Синезия на родине выросла до такой степени, что в 409/410 г. жителями и клиром Птолемаиды он был избран епископом. Произошло это ещё до крещения Синезия и объясняется тем, что в те времена развала язычества церковь обладала не только религиозными, но и общественными и даже политическими функциями. Возможно, Синезий принял крещение одновременно с епископством или даже после избрания епископом, но с предварительным ограничением епископства только административными и общественными функциями.
Умер Синезий в 413 или 414 г., пробыв епископом не более 4 лет. Его ранняя смерть объясняется семейными несчастьями, преждевременной смертью членов его семьи и собственной, сегодня неизвестной, тяжелой и неизлечимой болезнью.
Источники сообщают о высоком моральном облике Синезия, о его склонности к уединению, о постоянных занятиях «философией возвышенного типа» и науками. Его научные интересы засвидетельствованы письмом к Гипатии (в этом письме впервые упоминается ареометр), одним из первых дошедших до нас описаний астролябии, а также работой по алхимии в форме комментария к псевдо-Демокриту. Неоплатоническая философия Синезия носила переходный, языческо-христианский характер.

## Гимны
От Синезия остались гимны (10), письма (159) и речи, имеющие церковно-политический характер. Семь первых гимнов были написаны Синезием ещё до епископства.
Гимн IX (I) стоит к языческому неоплатонизму ближе всего. Здесь различаются две монады; одна превышает все и недоступна никакому разделению, другая разделяется на три момента, которые имеют мало общего с христианским учением о троичности. Здесь отсутствуют такие понятия, как, например, «нус» или «логос», при этом третье начало характеризуется как «душа космоса». Последняя характеристика имеет «особенно языческий» характер, поскольку христианское учение о Святом Духе не есть учение о космической душе, но об одном из моментов докосмического божества — личности.
В гимне V (II) пантеистическая троичность неоплатонизма характеризуется уже при помощи христианской (триадологической) терминологии. Первое начало именуется Отцом, второе — Сыном и третье — Святым Духом. Появляется и неоплатонический термин «нус» для характеристики второго начала.
В гимне I (III) представлено учение о непротиворечии троичности единству (отголосок соответствующих споров во времена Синезия). Также чисто христианским учением необходимо считать наличное в этом гимне доказательство предвечности Сына, который рождается не в порядке временно́й последовательности, но в порядке логической, раз и навсегда данной диалектической структуры.
В гимнах II (IV), III (V) и IV (VI) христианская догматика прогрессирует. Здесь уже прямо говорится о воплощении Бога-слова, о Пречистой Деве и о рождении ею Христа от Святого Духа (само имя Христа у Синезия встречается здесь впервые). В этих гимнах уже нет ничего общего с языческим неоплатонизмом первых, хотя отношение Сына к миру характеризуется традиционной неоплатонической схемой, а именно как творения по идеям, которые Сын заимствовал ещё в лоне Отца.
Наконец, гимны с VI (VII) по Х уже не содержат никаких разногласий с ортодоксальным христианством. Здесь остаются только некоторые мифологические образы, уже не имеющие никакого философского значения и употребляемые для красоты речи. Стиль этих гимнов исключительно молитвенный.

## Проблема троичности
В первоначальной, доникейской теологии ещё сохранялась онтологическая иерархия, характерная для языческой философии, включая стоицизм и неоплатонизм. Признавалось то или иное высшее начало; все прочее трактовалось как эманация этого первоначала, с убывающей значимостью последовательных этапов истечения. Синезий отрицал такое эманационное представление о мире, исключающее всякий персоналистический монотеизм, и потому отрицал всякую субординацию также и в божественной троице. В этом отношении Синезий был близок к Порфирию, который (под влиянием трактата «Халдейские оракулы») отрицал субординацию трех основных ипостасей.
В гимнах Синезия встречаются фрагменты, однозначно исключающие всякую субординацию и признающие тройственность на одной плоскости в сравнении с тем первоединством, из глубин которого она возникает. Напр. текст из гимна I (III) 210—213: «Я пою твою единственность. Я пою твою тройственность. Ты един, пока существуешь как тройственность; ты тройствен, пока существуешь как единый»; (I 223—226): «Это незаконно — говорить о втором истечении из тебя. Это незаконно — говорить о третьем истечении из первого».

## Трактат о снах
Синезий был автором трактата «О снах» («Περὶ ἐνυπνίων λόγος»), одной из лучших работ на эту тему, которые были написаны учителями церкви. Синезий считал сновидения чрезвычайно важным источником в постижении человека. Он верил, что сны могут возвысить человеческий дух до самых высоких сфер, чтобы там обрести истинное понимание тайн космоса. Синезий допускал, что сны могут быть использованы для предсказания будущего, хотя и предостерегал против чрезмерного и слепого доверия к различного рода сонникам, поскольку каждый человек — существо совершенно уникальное. Помимо этого, Синезий советовал вести личный дневник — так называемую «ночную книгу», в который аккуратно и своевременно записывать свои сны.

## Сочинения
Сохранились следующие сочинения Синезия:
- «Περὶ βασιλείας, εἰς τὸν αὐτοκράτορα Ἀρκάδιον» — обращение к императору Аркадию, («О царской власти»);
- «Δίων ἢ περὶ τῆς καθ’ ἑαυτὸν διαγωγῆς», в котором Синезий отмечает своё решение посвятить себя истинной философии;
- «Φαλάκρας ἐγκώμιον» («Хвала плеши», в пер. Т. Сидаша «Похвала лысине»), пародия на «Хвалу волосам» Диона Хрисостома;
- «Αἰγύπτιος ἢ περὶ προνοίας λόγοι δύο», в двух частях (также известно как «Сказки Египта»);
- «Περὶ ἐνυπνίων λόγος», трактат о снах;
- «Κατάστασις, ῥηθεῖσα ἐπὶ τῇ μεγίστῃ τῶν βαρβάρων ἐφόδῳ, ἡγεμονεύοντος Γενναδίου, καὶ Δουκὸς ὄντος Ἰννοκεντίου» переведено на латынь под названием «Catastasis», описание падения римской Киренаики;
- «Κατάστασις», переведено на латынь под названием «Constitutio»;
- 159 писем;
- 10 гимнов;
- 2 проповеди;
- «Πρὸς Παιόνιον ὑπὲρ τοῦ δώρου ἀστρολαβίου λόγος», очерк по изготовлению и использованию астролябии[3].

Не сохранились:
- руководство по разведению собак;
- стихотворения, упоминающиеся в письмах Синезия.

Сочинения Синезия перевёл на русский язык Т. Г. Сидаш (2012-2014).

## Тексты и переводы
- Синезий Киренский, митрополит Птолемаиды и Пентаполя. Полное собрание творений. В 2 т. / Пер. и комм. Т. Г. Сидаша. СПб.: Своё издательство, 2012—2014.
  - Том 1. Трактаты и гимны. 2012. — 568 с., илл. ISBN 978-5-438-65132-1
  - Том 2. Письма. 2014. — 456 с., илл. ISBN 978-5-4240-0093-5
- Синезий Киренский. О царстве. / Пер. М. В. Левченко. // Византийский временник. 1953. Т. 6. С. 327—357.
- Синесий. Письма. / Пер. М. Е. Грабарь-Пассек. // Памятники позднего античного ораторского и эпистолярного искусства. / Отв. ред. М. Е. Грабарь-Пассек. М.: Наука. 1964. С. 171—177.
- Синесий. Речи. // Памятники византийской литературы IV—IX веков. / Отв. ред. Л. А. Фрейберг. М.: Наука. 1968. С. 104—119.
- Гимны Синезия / Пер. М. Е. Грабарь-Пассек и О. В. Смыки. // Античные гимны. М.: Издательство МГУ. 1988. С. 281—299.

Идет издание сочинений в серии «Collection Budé»:
- Synésios de Cyrene. Tome I: [Гимны]. trad. Ch. Lacombrade, Les Belles Lettres, coll. des Universités de France, 1978, XLIX, 201 p.
- Correspondance. Tome II: Lettres I-LXIII. Tome III: Lettres LXIV-CLVI. Texte établi par A. Garzya, traduit et commenté par D. Roques. (2 volumes non vendus séparément) 2e tirage 2003. CXLVII, 484 p. ISBN 978-2-251-00479-2
- Tome IV: Opuscules I. Texte établi par J. Lamoureux, traduit et commenté par N. Aujoulat. 2004. LXXXVIII, 584 p. ISBN 978-2-251-00517-1
- Tome V: Opuscules II. Texte établi par Jacques Lamoureux, traduit et commenté par Noël Aujoulat. 2008. XII, 154 p. ISBN 978-2-251-00547-8
- Tome VI: Opuscules III. Texte établi par Jacques Lamoureux, traduit et commenté par Noël Aujoulat. 2008. 358 p. ISBN 978-2-251-00549-2

## Исследования
- Остроумов А. Синезий, епископ Птолемаидский. — М., 1879. 364 стр.
- Лосев А. Ф. История античной эстетики. Итоги тысячелетнего развития. — М.: Искусство. 1992. Кн. I. С. 18-29.
- Кожушный, Олег, прот. Епископ Птолемаидский Синезий и его гимны. — Киев, 2012.
- Мирошниченко Е.И. Синесий Киренский: личность и этикет в позднеантичной эпистолографии. - СПб.: Нестор-История, 2021. - 312 с.